# Bromeddikesyre
Bromeddikesyre er en  kemisk forbindelse med formlen CH2BrCO2H. Det er et farveløst fast stof og et relativt stærkt alkyleringsmiddel. Bromeddikesyre og den estre bliver ofte brugt som byggeblokke i organisk syntese til bl.a. fremstilling af lægemidler.
Stoffet fremstilles ved en brominering af eddikesyre.
CH3COOH  +  Br2  →  CH2BrCOOH  +  HBr
Det kan også fremstilles ved Hell-Volhard-Zelinsky processen:
CH3COOH  +  Br2  +  Rød fosfor →  CH2BrCOOH